# Црква Свете Петке у Волуји
Црква Свете Петке у Волуји, насељеном месту на територији општине Кучево припада Епархији браничевској Српске православне цркве.